# Nuklearni reaktori II. generacije
Nuklearni reaktori II. generacije razvili su se iz svojih prethodnika nuklearnih reaktora I. generacije. Za taj razvoj trebalo je proći čitavih 30 godina, sve do sredine 1990-tih godina 20. stoljeća. Promjene u konstrukciji bile su značajne, ali ipak ne u cijelosti revolucionarne. U nuklearne reaktore II. generacije spadaju:
- Lakovodni reaktori:
  - Tlačni reaktori PWR (na primjer Nuklearna elektrana Krško),
  - Kipući reaktor BWR (na primjer Nuklearna elektrana Fukushima 1),
- Tlačni teškovodni reaktori ili CANDU reaktori (na primjer Nuklearna elektrana Cernavodă u Rumunjskoj),
- Plinski reaktori (Magnox reaktori),
- Reaktori hlađeni vodom i moderirani grafitom ili RBMK reaktori (na primjer Nuklearna elektrana Černobil),
- VVER reaktori (Nuklearna elektrana Paks u Mađarskoj).[1]

## Lakovodni reaktori
Lakovodni reaktor ili reaktor s hlađenjem na običnu demineraliziranu vodu (eng. Light Water Reactor - LWR) je vrsta nuklearnog reaktora koja koristi običnu vodu za hlađenje i usporivač neutrona (moderator). Dva su podtipa reaktora s običnom vodom LWR ili lakovodnih reaktora:
- tlačni reaktor ili reaktor s vodom pod tlakom PWR (eng. Pressurized Water Reactor);
- kipući reaktor ili reaktor s ključajućom vodom BWR (eng. Boiling Water Reactor).

U bivšem Sovjetskom Savezu građena je serija tlačnih reaktora s kraticom VVER reaktori (rus. vodo-vodnoj energetičeskij) sa snagama do 1000 MW. Kao gorivo se koristio malo obogaćeni uranijev dioksid (UO2). Danas je u pogonu oko 50 reaktora ovakvog ruskog tipa (nuklearna elektrana Paks).

### Tlačni reaktor
Tlačni reaktor ili reaktor s vodom pod tlakom PWR koristi običnu vodu u nuklearnom reaktoru kao rashladno sredstvo, koje je istovremeno i moderator (usporivač neutrona), a nalazi se pod visokim tlakom od približno 155 bar, što omogućava njegovu visoku radnu temperaturu bez promjene agregatnog stanja. Rashladno sredstvo iz reaktora prolazi kroz parogenerator, predajući toplinu vodi sekundarnog kruga, koja zbog nižeg tlaka u sekundarnom krugu isparava. Para odlazi u parnu turbinu, a ohlađena voda primarnog kruga natrag u reaktor. Današnji tlačni reaktori PWR imaju od dva do četiri rashladna kruga s pripadajućim parogeneratorima, ali ruska verzija (VVER-440) ih ima čak šest. 
Tlačni reaktor najrašireniji je tip reaktora II. generacije koja započinje 1977. Više od polovine nuklearnih elektrana koje su još u pogonu imaju tlačni reaktor, a kao gorivo koriste obogaćeni uranij. Rashladna voda (primarni rashladni krug) u reaktorskoj posudi pod većim je tlakom od zasićenoga parnoga tlaka pri najvišoj radnoj temperaturi. Stoga se reaktorsko hladilo u reaktorskoj posudi ne može pretvoriti u paru. Do pretvaranja vode u paru dolazi tek u parogeneratoru (sekundarni rashladni krug), gdje je velik broj tankih cijevi. Snažne primarne pumpe tjeraju kroz njih rashladni medij, a on svoju toplinu šalje sekundarnom rashladnom mediju, koji kruži oko cijevi parogeneratora. Zbog zagrijavanja sekundarni se rashladni medij pretvara u paru. Ta para pokreće parnu turbinu, a nakon završetka rada kondenzira se u kondenzatoru i potom se vraća u parogenerator.
Kod tlačnih reaktora PWR primarni i sekundarni rashladni krug su odvojeni. Kod ovog tipa reaktora rashladni medij, koji je istovremeno i moderator, nalazi se pod visokim tlakom od približno 155 bara, što omogućava njegovu visoku radnu temperaturu bez promjene agregatnog stanja. Par stotina tlačnih reaktora razvijeno je i koristi se u vojne svrhe, primjerice u nosača zrakoplova, nuklearnih podmornica i ledolomaca. Tlačni reaktor prvotno je razvijen u Oak Ridge National Laboratoryju (SAD) za pogon nuklearnih podmornica. Tlačni reaktori najrašireniji su tip reaktora u svijetu; njih više od 230 se koristi za proizvodnju električne energije, a nekoliko stotina za pogon nuklearnih podmornica, u koju svrhu su izvorno i bili dizajnirani. Hrvatskoslovenska nuklearna elektrana Krško, jedina u nas, također je ovog tipa.

### Kipući reaktor
Kipući reaktor ili reaktor s ključajućom vodom BWR ima rashladno sredstvo na nižem tlaku (70 bar) od PWR, što omogućava ključanje vode unutar reaktorske posude tako da para, nakon prolaska kroz separatore vlage i sušionike pare, direktno odlazi u parnu turbinu. S obzirom na to da para nastaje u reaktoru, sekundarni krug i parogeneratori nisu potrebni, što je pozitivno sa sigurnosnog gledišta. Nadalje, ako u BWR reaktoru prestanu raditi cirkulacijske pumpe, tada se zbog povećanog udjela pare unutar posude povećava prirodna cirkulacija i dovoljna je za odvod ostatne topline. Uz to povećanje snage reaktora povećava udio pare, što smanjuje moderaciju, a to za posljedicu ima smanjenje snage (reaktor ima samoregulacijsko svojstvo). Protok rashladne tekućine kroz BWR jezgru niži je nego kod PWR jezgre, zbog visoke topline isparavanja vode. Približno 15% vode ispari prilikom prolaska kroz jezgru. Uz to nejednolika aksijalna raspodjela gustoće moderatora uzrokuje aksijalnu ovisnost snage (snaga je veća u donjem dijelu jezgre), te je nužna regulacija rada kontrolnim štapovima. Kontrolni štapovi ulaze u jezgru s donje strane, za razliku od PWR gdje se nalaze iznad jezgre reaktora. Loša osobina je i da slabo radioaktivna para zagađuje radioaktivno turbinu. Niži radni tlak zahtijeva manju debljinu stijenke reaktorske posude, ali je sama posuda većih dimenzija, odnosno mase.

## Tlačni teškovodni reaktor
Tlačni teškovodni reaktori PHWMR (eng. Pressurized Heavy Water Moderated Reactor) ili CANDU reaktori (eng. CANadian Deuterium Uranium) moderiraju (usporavanje neutrona) se i hlade teškom vodom. Teška voda je bolji moderator od lake, ali je taj način hlađenja skuplji. Osim što se teška voda odvojeno koristi za moderaciju i rashladno sredstvo, a prirodni uranij (ili malo obogaćeni uranij) kao gorivo, osobenost teškovodnog reaktora (HWR) kanadske proizvodnje je i upotreba vodoravno postavljene reaktorske posude – kalandrije. 12 nuklearnih gorivnih elemenata, svaki duljine 0,5 metara, položeni su u unutrašnjost tlačne cijevi u kojoj se nalazi rashladno sredstvo pod tlakom 11 bar. Svaka tlačna cijev koaksijalno je postavljena unutar jedne od ukupno 380 cijevi kalandrije nešto većeg polumjera. Moderator (teška voda),  temperature 330 K, nalazi se oko cijevi kalandrije na tlaku malo većem od atmosferskog. Zamjena goriva obavlja se tokom rada reaktora posebnim strojevima. Rashladni krug izvan kolektora kalandrije isti je kao u PWR-u. Teška voda temperature oko 853 °C prolazi kroz U-cijevi parogeneratora i nakon što preda toplinu običnoj vodi sekundarne strane parogeneratora vraća se natrag u reaktor. Specifičnost kanadskog teškovodnog reaktora CANDU je kontinuirana izmjena goriva, što znači da se izmjena goriva obavlja tokom normalnog rada reaktora.

## Plinski reaktori
Plinski reaktori ili plinom hlađeni nuklearni reaktori (engl. Gas Cooled Reactor - GCR) kao moderator koriste grafit, a rashladno im je sredstvo ili ugljikov dioksid CO2 ili helij. Razvijali su se u tri koraka:
- reaktori s oblogom goriva od magnezija i prirodnim metalnim uranijem (Magnox reaktori),
- reaktori s oblogom od nehrđajućeg čelika i nisko obogaćenim uranijem (engl. Advanced Gas Reactors - AGR),
- visokotemperaturni reaktori hlađeni helijem (engl. High Temperature Gas Reactors ili HTGR).

Napredni reaktori hlađeni plinom AGR (engl. Advanced Gas Reactor) bitno se razlikuju po izvedbi od prvih plinskih reaktora, a nastali su razvojem Magnox reaktora. Obloge gorivnih štapova su iz nehrđajućeg čelika, a gorivo je oksid obogaćenog uranija. Danas je u pogonu 7 naprednih plinom hlađenih reaktora snage od 555 MW do 625 MW. Svi takvi reaktori nalaze se u Velikoj Britaniji.

## Reaktori hlađeni vodom i moderirani grafitom
U II. generaciju spada i reaktor koji je hlađen običnom vodom, te moderiran grafitom LWGR (eng. Light Water-cooled Graphite-moderated Reactor), odnosno ruska verzija kipućeg reaktora kanalnog tipa RBMK reaktor (rus. Reaktor Bolšoj Močnosti Kanaljnij). Ovaj je tip reaktora moderiran grafitom i hlađen kipućom vodom. Gorivo mu je oksid obogaćenog uranija, čime je smanjena potreba za učestalim zamjenama goriva. Za razliku od svojih prethodnika, ti reaktori koriste više temperature rashladnog sredstva.
Osim povoljnih ekonomskih okolnosti u ovog tipa reaktora gorivo se može mijenjati za vrijeme rada reaktora, odnosno bez zaustavljanja, a reaktor je proizvodio i plutonij za vojne svrhe. Građen je samo u bivšem Sovjetskom Savezu i bio vrhunac sovjetskog nuklearnog programa za proizvodnju reaktora u vojne svrhe. Kako je VVER reaktor bio tehnološki puno zahtjevniji, bivši Sovjetski Savez se više zalagao za gradnju RBMK reaktora. Reaktor tipa RBMK bio je uključen u Černobilsku katastrofu. RBMK tehnologija je razvijena pedesetih godina 20. stoljeća i sada se smatra zastarjelom. Danas je u pogonu još desetak ovakvih reaktora i to isključivo u Rusiji.